# Myndigheten för yrkeshögskolan
Myndigheten för yrkeshögskolan (MYH) är en svensk central förvaltningsmyndighet, som sorterar under Utbildningsdepartementet. Myndigheten utövar tillsyn och styrning av yrkeshögskoleutbildningar. Den inrättades 2009 och ersatte då Myndigheten för kvalificerad yrkesutbildning.
Myndigheten beslutar bland annat om statligt stöd till anordnare av yrkeshögskoleutbildningar och kontrollerar och granskar utbildningarnas kvalitet och resultat.
Myndigheten för yrkeshögskolan är Sveriges nationella samordningspunkt för EU-initiativet European Qualifications Framework.